# 范嘉松
范嘉松（1931年—），男，浙江嘉善人，中国地层古生物学家，曾任中国科学院地质研究所研究员、博士生导师。